# Kerryann Ifill
Kerryann Ifill (geboren am 20. Dezember 1973) ist eine barbadische Politikerin.

## Leben

### Herkunft und Ausbildung
Ifill verlor in ihrer Kindheit aus gesundheitlichen Gründen das Augenlicht. Ab 1987 besuchte sie die Combermere School in Waterford, St. Michael. Die Schule wurde vom barbadischen Jugendminister Keith Simmons ausgewählt, um Ifill als erster sehbehinderter Schülerin den Besuch einer Regelschule zu ermöglichen. Danach studierte sie, wieder als erste sehbehinderte Studentin, an der University of the West Indies in Cave Hill. 1997 schloss sie mit einem Bachelor in Soziologie und Psychologie ab. 2003 erwarb sie einen Master in Business Administration.

### Berufliche Laufbahn
Der Einstieg ins Berufsleben gestaltete sich schwierig, da potentielle Arbeitgeber nicht auf sehbehinderte Arbeitnehmer vorbereitet waren. 2002 wurde sie vom Barbados Council for the Disabled eingestellt. Seit 2010 ist sie als Beraterin für die National Disabilities Unit for the Blind tätig.
Seit 2013 ist sie Präsidentin des Caribbean Council for the Blind. Seit 2019 präsidiert sie den Barbados Council for the Disabled. Hinzu kommen zahlreiche weitere Mandate bei Organisationen, die sich für Menschen mit Behinderungen einsetzen.

### Politische Laufbahn
Ifill wurde 2008 zur Senatorin ernannt. Von 2012 bis 2018 präsidierte sie den Senat als erste Frau, erste sehbehinderte Person und jüngste Senatorin der Geschichte. 2022 wurde sie Mitglied der Constitutional Reform Commission.